# Jack Jenney
Truman Eliot „Jack“ Jenney (* 12. Mai 1910 in Mason City (Iowa); † 16. Dezember 1945 in Los Angeles) war ein US-amerikanischer Posaunist, Trompeter, Big Bandleader und Komponist im Bereich des Swing und der Populären Musik.

## Leben und Wirken
Jack Jenney lernte mit acht Jahren zunächst Trompete und spielte schon im Alter von elf Jahren in der Band seines Vaters, eines Musikers und Musikpädagogen. Er wechselte während seiner Highschool-Zeit in Cedar Rapids zur Posaune als Hauptinstrument; seinen ersten professionellen Auftritt hatte er 1928 bei Austin Wylie, einer Band, der zu dieser Zeit auch Artie Shaw angehörte. Anfang der 1930er Jahre ging er nach New York City und arbeitete als Studiomusiker, u. a. für Victor Young und Freddie Rich; außerdem spielte er in den Bands von Isham Jones, Red Norvo, Artie Shaw, Mal Hallett, Shep Fields und Fred Waring’s Pennsylvanians, er erschien auch in den Filmen Syncopation und Manhattan Merry-Go-Round (1937).
Er galt als einer der angesehensten Posaunisten der Bigband-Ära und gewann 1940 auf seinem Instrument den Down Beat Reader’s Poll. Nachdem er 1938 zunächst eine Studioband zusammengestellt hatte, leitete er 1939/40 seine eigene Band, in der u. a. Peanuts Hucko, Arnold Ross und Hugo Winterhalter spielten. Obwohl Jenneys Orchester gute Kritiken erhielt, war das Unternehmen ein finanzieller Reinfall.  Zu seinen bekanntesten Aufnahmen für Columbia Records, die in dieser Zeit entstanden, gehören die beiden Instrumental-Versionen des Jazz-Standards „Stardust“.
Jack Jenney war in den 1930er Jahren mit der Sängerin Kay Thompson verheiratet; 1937 leitete er eine Aufnahmesession für sie. Anfang der 1940er Jahre wurde die Ehe kinderlos geschieden.
Jenney gab die Band auf und spielte bei Artie Shaw; 1943 wechselte er zu Bobby Byrnes Orchester, dessen Leitung  er übernahm, als Byrne bei Kriegseintritt der USA eingezogen wurde. Jenney trat mit der Band, die nur wenige Monate bestand, vorwiegend in Florida auf und ging auch auf Tournee im Mittelwesten, mit einem Engagement im Chase Hotel in St. Louis. Schließlich wurde er in die U.S. Navy eingezogen, wo er in einer Militärkapelle spielte, aber schon aus Krankheitsgründen 1944 aus dem Dienst ausscheiden musste. Er zog an die Westküste und war dort als Studiomusiker tätig, wo er meist bei Radioshows spielte, wie etwa für Dick Haymes’ Something for the Boys-Programm. Ende des Jahres 1945 plante er die Neugründung eines größeren Orchesters mit Streichern; er verstarb jedoch bei den Komplikationen einer Appendizitis in einem Krankenhaus in Hollywood.
Kurz vor seinem Tod schrieb er gemeinsam mit seiner Frau Bonnie Lake und Edgar De Lange, den Song „Man With A Horn“; er schrieb außerdem „City Night“ mit Alec Wilder und „What More Can I Give You?“ mit Kay Thompson.

## Würdigung
Der Kritiker Scott Yanow würdigt den zu Unrecht völlig vergessenen Musiker als einen der Top-Posaunisten der Swingära; Jenney hatte seiner Ansicht nach einen schönen Ton und war einer der technisch versiertesten Posaunisten seiner Zeit. Seine Aufnahmen, unter eigenem Namen 18 Titel, die er mit seinem Orchester von 1938 bis 1940 einspielte, erschienen auf Hep Records unter dem Titel Stardust. Drei weitere Songs nahm Jenney in kleinerer Besetzung mit dem Schlagzeuger Johnny Williams, dem Trompeter Charlie Spivak und dem Tenorsaxophonisten Babe Russin auf. In Erinnerung bleibt Jenney durch sein Solo in Artie Shaws berühmter Version von „Stardust“, ebenso wie für seine eigene Version des Standards mit seiner Bigband, bei deren erster Einspielung  der Schlagzeuger Gene Krupa einsprang.